# Bruno Arnold
Bruno Arnold es un deportista francés que compitió en ciclismo en la modalidad de trials, ganador de 5 medallas en el Campeonato Mundial de Trials entre los años 1997 y 2001.

## Palmarés internacional
| Campeonato Mundial | Campeonato Mundial      | Campeonato Mundial | Campeonato Mundial |
| Año                | Lugar                   | Medalla            | Competición        |
| ------------------ | ----------------------- | ------------------ | ------------------ |
| 1997               | Avoriaz ( Francia)      | Medalla de bronce  | Trials 26″         |
| 1998               | Cartagena ( España)     | Medalla de oro     | Trials 26″         |
| 1999               | Avoriaz ( Francia)      | Medalla de plata   | Trials 26″         |
| 2000               | Sierra Nevada ( España) | Medalla de bronce  | Trials 26″         |
| 2001               | Vail ( Estados Unidos)  | Medalla de bronce  | Trials 26″         |